# Svjedoci priče
Svjedoci - Priče naziv je šesnaestog studijskog albuma Arsena Dedića, objavljenoga 1989. godine. Album je kolaboracija sa slovenskim kantautorom Zoranom Predinom i sadrži kombinaciju novih pjesama te nove verzije njihovih ranijh radova.

## Popis pjesama
| 1.    | »Čekaj me«                     | A. Dedić             | Z. Predin   | 5:06 |
| 2.    | »Kantautor«                    | A. Dedić             | Z. Predin   | 3:44 |
| 3.    | »Kartonski kofer«              | A. Dedić             | A. Dedić    | 4:17 |
| 4.    | »Naj ti poljub nariše ustnice« | Z. Predin            | Z. Predin   | 5:00 |
| 5.    | »Pegasto dekle«                | E. Budau             | J. Robežnik | 3:02 |
| 6.    | »Sandra 1989«                  | A. Dedić             | A. Dedić    | 3:27 |
| 7.    | »Balada o prolaznosti«         | A. Dedić             | A. Dedić    | 4:26 |
| 8.    | »Oteto iz tmine«               | J. Fiamengo          | A. Dedić    | 3:16 |
| 9.    | »Domovina«                     | J. Menart - Z. Golob | A. Dedić    | 4:01 |
| 36:19 |                                |                      |             |      |

## Impresum
- pjevaju - Arsen Dedić (1,3,5,6,8,9) i Zoran Predin (2,4,5,7,9)
- sudjeluje - Bora Đorđević (9)
- aranžeri, producenti - Mirko Vuksanović, A. Dedić i Z. Predin
- programer - David Šuligoj
- prateći vokali - "Strune"
- orgulje - Vlado Kreslin
- saksofon - Milko Lazar
- gitare - Bor Zuljan
- konge . Nino Mureškić
- klavijature - Mirko Vuksanović
- alt flauta - Arsen Dedić
- fotografija - Damir Kalogjera
- dizajn - Nedim Bačvić

## Vanjske poveznice
- Discogs: Svjedoci - Priče